# Law-Plateau
Das Law-Plateau ist eine etwa 1100 m hohe und vereiste Hochebene im ostantarktischen Mac-Robertson-Land. Sie liegt östlich des Mawson Escarpment.
Luftaufnahmen der Australian National Antarctic Research Expeditions aus dem Jahr 1956 dienten ihrer Kartierung. Das Antarctic Names Committee of Australia benannte sie nach dem australischen Polarforscher Phillip Law (1912–2010).